# 태국 특별수사국
특별수사국(กรมสอบสวนคดีพิเศษ)은 태국 법무부 산하 부서이다. 이 조직은 태국 왕립 경찰과 독립적으로 운영되며 특정 "특별 사건"에 대한 조사를 담당한다. 여기에는 복잡한 형사 사건, 국가 안보에 영향을 미치는 사건, 조직 범죄 조직과 관련된 사건, 잠재적으로 고위 정부 관료나 경찰이 연루된 사건 등이 포함된다. 2020년 6월 24일 현재 DSI는 고문 및 강제실종 방지 및 억제가 고문 또는 강제실종과 관련된 사건에 관한 법률로 제정될 경우 해당 사건을 조사하고 후속 조치를 취하는 임무를 맡고 있다.
DSI는 종종 미국 연방수사국(FBI)에 대한 태국의 대응기관으로 불린다. DSI는 창립 이래 사건에 대한 관할권과 권한을 둘러싸고 경찰과 갈등을 겪어 왔으며, 부서 관계자들은 부서의 업무가 지속적으로 정치적 간섭을 받고 있다는 우려를 공개적으로 표명했다.